# Kundur Mallenahalli, Channarayapatna
Kundur Mallenahalli là một làng thuộc tehsil Channarayapatna, huyện Hassan, bang Karnataka, Ấn Độ.